# Bramidan
Bramidan Holding A/S er en international dansk producent af ballepressere og komprimatorer til komprimering af affald. Deres maskiner komprimerer pap, papir, plast, metal og andre genanvendelige materialer til kompakte baller. Virksomheden har hovedkvarter i Bramming og er ejet af Ole Nattestad og Johan Preben Hoffmann. Selskabet blev etableret i 1977 og har i dag 162 ansatte.